# Dnopolje
Dnopolje (serb. Днопоље) – wieś w Chorwacji, w żupanii licko-seńskiej, w gminie Donji Lapac. Leży w regionie Lika. W 2011 roku liczyła 112 mieszkańców.